# Kesun abyssorum
Kesun abyssorum är en ringmaskart som beskrevs av Monro 1930. Kesun abyssorum ingår i släktet Kesun och familjen Opheliidae. Inga underarter finns listade i Catalogue of Life.